# Alexius Payos

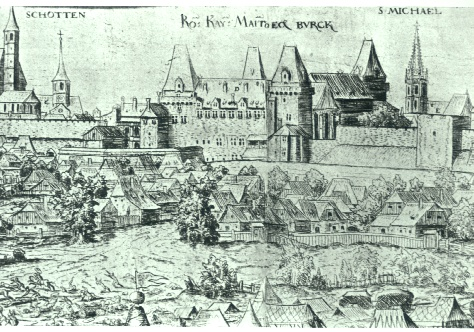
Darstellung der Hofburg, 1558

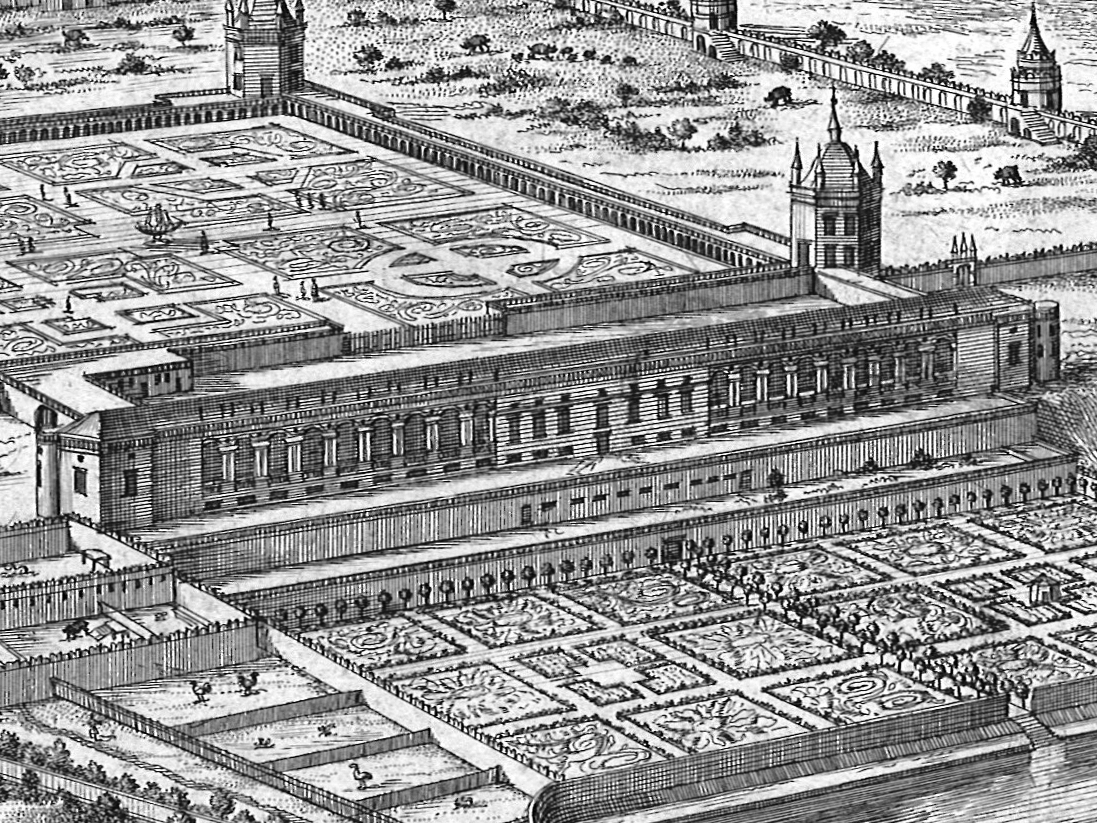
Schloss Neugebäude, Stich von Delsenbach, Detail

Alexius Payos (auch Paiosc; * in Monte Magre im Bezirk Schio, Provinz Vicenza, Italien; † 25. Januar 1591 in Kaisersteinbruch, Ungarn, jetzt Burgenland) war ein italienischer Steinmetzmeister und Bildhauer der Renaissance.

## Leben
Alexius Payos war ein Bruder von Elias Payos. Sein Vater stammte aus Valli del Pasubio in der Nähe von Monte Magre. (Es gibt dort eine Siedlung, die Paiosa heißt mit einigen Einwohnern gleichen Namens, noch dazu war dort in der Nähe ein Steinbruch.) 
Aus Monte Magre im Bezirk Schio sind aus der 2. Hälfte des 16. Jahrhunderts in Kaisersteinbruch drei Steinmetzmeister nachweisbar, die Brüder Alexius und Elias Payos und Augustin Rigobello. Sie entstammten alteingesessenen Familien. Diese Steinmetze wechselten oft ihren Aufenthaltsort und blieben lange Zeit am Ort ihrer Baustellen, wo es genügend Arbeit gab. 

### Aufträge bei kaiserlichen Bauten
In Monte Magre sprach man einen tirolerisch-südbairischen Dialekt, weshalb sich diese Baufachleute auch in deutschsprachigen Ländern nicht als Fremde fühlen mussten. Der Steinbruch am Leithaberg war wiederum eine italienische Sprachinsel, so waren insgesamt beste Voraussetzungen für eine reibungslose Verständigung gegeben. Der Geselle Alexius Payos arbeitete bei Meister Bartholomäus Pethan, einem Landsmann aus Oberitalien, bei den kaiserlichen Bauten und der Stallburg und wurde selbst Meister. 
In den 1570er Jahren arbeiteten sie zuerst an der westlichen Galerie, danach der östlichen Galerie für Schloss Neugebäude. Kaiser Rudolph II. verlegte seine Residenz nach Prag. Das Schloss, das für den regierenden römischen Kaiser geplant war, verlor schon zu Beginn seine Bedeutung. 1577 nahm er den Jungen Giacomo Murato als Lehrling auf und sprach ihn 1582 zum Gesellen frei.
Auch für die Auftragslage im Baugewerbe, im kaiserlichen Steinbruch, zeigten sich dramatische Folgen. Das Stift Heiligenkreuz vergab einige Arbeiten. In den Begleitschreiben zu den Rechnungen an den Abt, in deutscher Sprache formuliert, verweisen sie auf ihre schwierige Situation, bitten darum baldigst Abrechnung zu tun, ... denn sie Weib und Kind mit harter Arbeit erhalten müssen, sie zum Leben und Arbeiten nichts anderes haben als dieses Steinbruchs Stein, sie das Geld brauchen, um Euer Gnaden das zu geben, was sie schuldig sind (Pacht).

### Epitaph in Sommerein

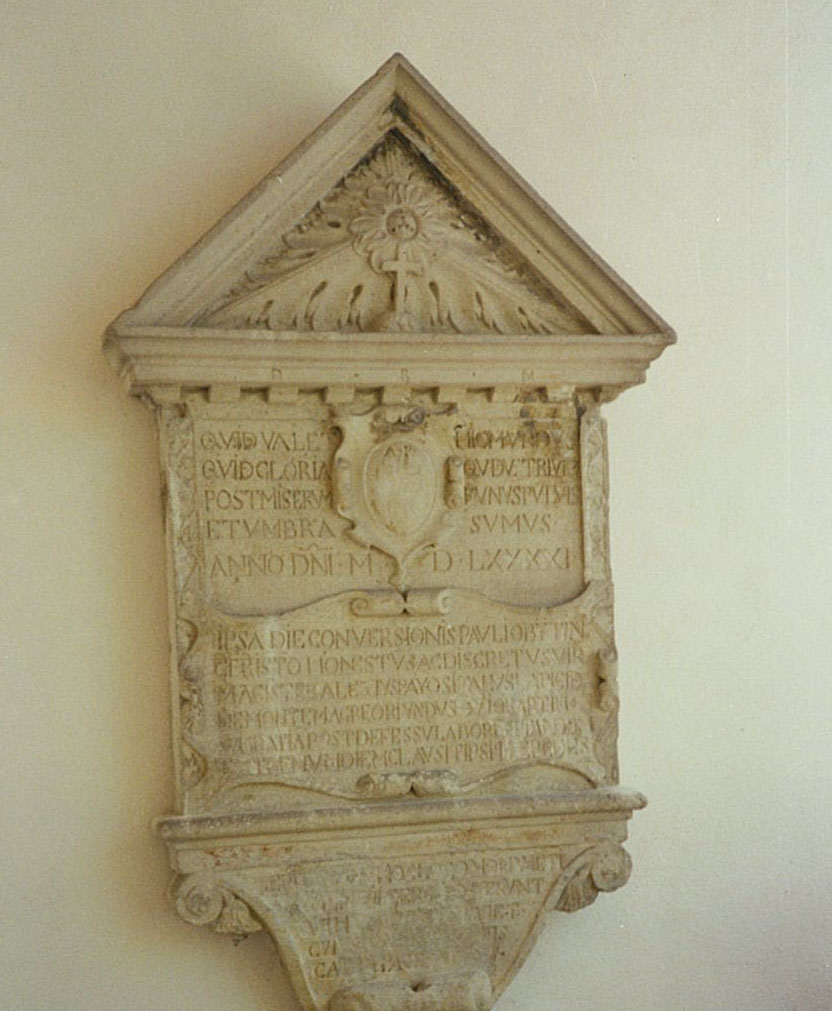
Epitaph des Alexius Payos in Sommerein, 1591

Der Steinbruch hatte noch keine eigene Kirche, deshalb war die Pfarre der Nachbargemeinde Sommerein für die Steinbrucher zuständig. Deswegen ist das Epitaph des Alexius in Sommerein erhalten.
Die Inschrift lautet:
FÜR SEINE VERDIENSTE. WAS BEDEUTET DIESE WELT, WAS DER RUHM ODER DER TRIUMPH ? NACH DEM ELENDEN BEGRÄBNIS SIND WIR STAUB UND SCHATTEN. IM JAHRE DES HERRN 1591, AM TAGE DER BEKEHRUNG DES PAULUS STARB IN CHRISTUS DER EHRENWERTE UND HERVORRAGENDE HERR MEISTER ALEXIUS PAYOS, ITALIENER, STEINMETZ, GEBOREN IN MONTEMAGRE, WELCHER IN DANKBARKEIT FÜR SEINE KUNSTWERKE NACH DEN MÜHEN ERMATTET, ENDLICH SEINEN LETZTEN TAG BESCHLOSSEN HAT. DIE ERBEN SELBST HABEN DAS DENKMAL SETZEN LASSEN.
(Übersetzung: Hans Taeuber, Universität Wien, Institut für alte Geschichte, Altertumskunde und Epigraphik.)
Sein Sohn Ulrich Payos, Steinmetzmeister, verkaufte 1628 den Besitz und verließ den Steinbruch.

## Werke
- um 1560: Kaiserliche Bauten in Wien, Stallburg
- um 1570: Schloss Neugebäude
- 1585: kniende Marienstatue aus hartem weißem Kaiserstein, Zentralfigur des Kaisersteinbrucher Friedhofsportales
- 5. Oktober 1587: Steinmetz-Rechnungen an Abt Johannes Rueff vom Stift Heiligenkreuz, für
  - Stift Heiligenkreuz: Gebäude (Prälatur) im Heiligenkreuzerhof zu Wien
  - Stift Heiligenkreuz: Pfarrkirche Trumau
  - Stift Heiligenkreuz: Königshofer Mühle